# محاکمه صحرایی

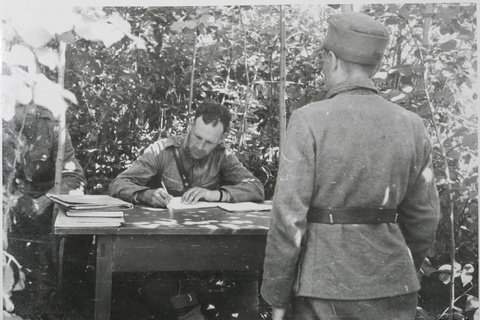
یک دادگاه صحرایی در سال ۱۹۴۴

محاکمه صحرائی نوع دادگاهی که به محض دستگیری متهم، بدون گذراندن مرحله‌های بازجویی، بازپرسی تشکیل و حکم دادگاه در همان جلسه صادر و بی‌درنگ اجرا می‌شود. اکثراً مردم مجرم را در خیابان یا صحرا کشانیده از طرف مجلس حاکم محل، مردم، آخوند، کشیش کلیسا، نظامیان و غیره محکمه برپا شده و جزا داده می‌شود. این نوع محاکمه هنوز هم در کشورهای چون افغانستان، پاکستان، عراق، سوریه، سومالی، هند، میانمار وجود دارد.

## تاریخچه
دادگاه صحرایی الی نازل کتاب‌های مذهبی و نافذ قوانین مدنی در تمام جهان وجود داشته مردم محل مجرم را به بیرون آورده سپس به وسیلهٔ مردم، کشیش و غیره محاکمه گردیده به سزا رسانیده می‌شد. در قوانین قوای مسلح بعضی کشورها محاکمه صحرایی در میان نظامیان تا اکنون وجود داشته مجرم در مدت خیلی کوتاه جزا داده می‌شود.
محاکمه صحرایی در قوای مسلح: عبارتند از صلاحیت خاصی است که در حالت فوق‌العاده به ارگان‌های قوای مسلح در شرایط خاص نظر به قانون نافذه همان کشور داده می‌شود.

## ممنوعیت محاکمه صحرایی از طرفسازمان ملل متحد
مطابق به قوانین نافذه سازمان ملل یک دولت زمان دولت مشروع گفته می‌شود که قوانیش و چوکات دولتش با مقررات سازمان ملل مطابقت نماید. . یک دولت مشروع باید دارای قانون اساسی، قانون جزا، محاکمه تحقیق قاضی و وکلای مدافع حامیان و محافظین قانون داشته باشند. یک متهم در معیاد مختلف باید سه بار محاکمه شود. پس از آن مطابق به قانون جزا آن کشور متهم مجرم شناخته می‌شود.